# 光环：士官长合集
《光环：士官长合集》是一部由343 Industries领衔开发并由微软工作室发行在Xbox One主机平台的《最後一戰》系列合集作品。本作包含了系列第一作《最後一戰：戰鬥進化》的周年纪念版、《光环2》的高清重制版、《光环3》和《光环4》，以士官长为主角的一共四作；此后亦添加《光环3：地狱伞兵》和《光环：致远星》作为DLC编入此合集。本合集除了含有游戏本身的内容，也包含了每作的多人模式以及附加内容；此外针对从未移植过的《光环2》，本作进行了首次高清化重制，玩家可在游戏时随时切换游戏原版图像与高清重制后的图像。此外，游戏还包含了《光环5：守护者》的多人联机模式的测试邀请码以及根据游戏系列制作的衍生剧集《光环 夜幕降临》（Halo: Nightfall）。

## 发售
《光环：士官长合集》在全球范围内于2014年11月11日起发售，11月13日在日本发售。作为系列首个被引进中国大陆的作品，《光环：士官长合集》采用了简体中文字幕和英文原版配音，而Xbox One在大陆的合作方百视通也发出公告称本作已经引进正在进行本地化工作，并宣布本作在中国大陆的官方译名为《光环：士官长合集》。

### 追加下载内容
在游戏发售后，有玩家陆续反应无法正常联机对战，严重影响网络对战游戏。对此微软在2014年12月19日表示将为在12月19日前玩过本作的玩家提供1个月的Xbox Live金会员服务，并且将为这些玩家在2015年免费提供《最後一戰3：ODST》的重制版。这是首次提及《最後一戰3：ODST》的重制计划。